# Myrsine rufa
Myrsine rufa är en viveväxtart som först beskrevs av C.L. Lundell, och fick sitt nu gällande namn av C.L. Lundell. Myrsine rufa ingår i släktet Myrsine och familjen viveväxter. Inga underarter finns listade i Catalogue of Life.